# 錢龍錫
錢龍錫（1578年—1645年），字稚文，號機山，直隶华亭县人，明末東林黨大臣。

## 生平
萬曆二十八年（1600年）庚子科應天乡试第四十九名舉人，三十五年（1607年）丁未科會試第二十三名，廷试二甲十八名進士。由庶吉士授編修，屢遷少詹事、右庶子。天启四年（1624年）擢禮部右侍郎，協理詹事府，改南京吏部右侍郎。因忤魏忠賢，六年九月被削籍为民。崇禎即位後以抽籤方式選任閣員，龍錫第一個被抽中，任礼部尚书、东阁大学士，依次為李標、來宗道、楊景辰。崇禎二年（1629年）袁崇煥與錢龍錫談到平遼事宜，認為毛文龍「可用則用之，不可用則殺之」，後袁斬毛文龍於皮島。毛文龍死後，清兵入寇，龍錫被御史高捷彈劾，引疾，遂放歸。
崇禎三年（1630年）八月，御史史褷又上疏言：“龍錫主張崇煥斬帥致兵，倡為款議，以信五年成功之說。賣國欺君，其罪莫逭。龍錫出都，以崇煥所畀重賄數万，轉寄姻家，巧為營干，致國法不伸。”右春坊右中允黃道周上疏稱：“今杀累辅，徒有损于国”，認為龍錫不宜坐死罪。崇祯帝以忤旨之罪把黄道周降级外调，又礙於舆论，乃釋放龍錫，戍定海衛，居戍所十二年，兩次大赦皆不得還。安宗時，复官歸里。不久去世，年六十八。《明史·钱龙锡传》说：“逆案之定，半为（钱）龙锡主持，奸党衔之刺骨。”

## 評價
陳盟《崇禎內閣行略》:「江南物望素推重公」

## 家族
曾祖钱忠，监生。祖父钱可就。父钱大復，字肇陽，號漸庵，萬曆七年舉人，選授蓬萊知县。前母薛氏，母张氏。严侍下。

## 延伸阅读
[在维基数据编辑]
 《明史卷二百五十一》，出自《明史》